# Jesperi Kotkaniemi
Jesperi Kotkaniemi (* 6. Juli 2000 in Pori) ist ein finnischer Eishockeyspieler, der seit September 2021 bei den Carolina Hurricanes aus der National Hockey League (NHL) unter Vertrag steht. Der Center wurde im NHL Entry Draft 2018 an dritter Position von den Canadiens de Montréal ausgewählt.

## Karriere
Jesperi Kotkaniemi wurde in Pori geboren und spielte von Beginn an in den Nachwuchsabteilungen des dort ansässigen Profivereins Ässät Pori. Mit Beginn der Saison 2015/16 stand er im Alter von 15 Jahren regelmäßig für die U20 des Klubs in der Nuorten SM-liiga auf dem Eis, der höchsten Juniorenliga Finnlands. Anschließend unterzeichnete er im Sommer 2017 einen Dreijahresvertrag in der Profiabteilung von Porin Ässät und lief fortan für das Herrenteam in der Liiga auf, der höchsten Spielklasse des Landes. Als Rookie erzielte er in seiner ersten Liiga-Saison 29 Scorerpunkte in 57 Spielen und wurde damit zum drittbesten Scorer seines Teams.
Zugleich machte Kotkaniemi mit diesen Leistungen auch nordamerikanische Scouts auf sich aufmerksam, sodass er als eines der vielversprechendsten Talente im anstehenden NHL Entry Draft 2018 galt. Die Central Scouting Services der National Hockey League (NHL) schätzten ihn auf Rang sechs der europäischen Feldspieler ein, während er wenige Tage vor dem Draft sogar als möglicher Top-5-Pick gehandelt wurde, da er mutmaßlich der beste verfügbare Center sei. Diese Gerüchte bestätigten sich, als er an dritter Position von den Canadiens de Montréal ausgewählt wurde, die ihn wenig später im Juli 2018 mit einem Einstiegsvertrag ausstatteten. In der folgenden Saisonvorbereitung erarbeitete sich Kotkaniemi prompt einen Platz im Aufgebot der Canadiens und debütierte demzufolge Anfang Oktober 2018 in der NHL. Dabei wurde er zum ersten im neuen Jahrtausend geborenen Sportler, der in den großen vier nordamerikanischen Ligen (NHL, NBA, MLB, NFL) zum Einsatz kam. Seine erste NHL-Saison beendete er mit 34 Scorerpunkten aus 79 Spielen und verpasste mit den Canadiens knapp die Playoffs.
In der Spielzeit 2019/20 konnte der Finne vorerst nicht an seine Leistungen des Vorjahres anknüpfen und wurde im Februar 2020 nach nur acht Punkten aus 36 NHL-Partien zum Farmteam der Canadiens geschickt, den Rocket de Laval aus der American Hockey League (AHL). In den Playoffs 2020 gehörte er jedoch wieder dem Kader der Canadiens an, ehe er zur Off-Season im Oktober 2020 leihweise zu Ässät Pori zurückkehrte. Im weiteren Saisonverlauf erreichte er mit den Canadiens das Finale um den Stanley Cup der Playoffs 2021, unterlag dort allerdings den Tampa Bay Lightning mit 1:4.
Im Anschluss an die Spielzeit lief sein Vertrag in Montréal aus, sodass der Finne ein sogenannter Restricted Free Agent wurde. Als solcher unterzeichnete er Ende August 2021 einen Vorvertrag (Offer Sheet) mit einer Laufzeit von einem Jahr und einem Volumen von ca. 6,1 Millionen US-Dollar bei den Carolina Hurricanes. Die Hurricanes stellten dies medial als „Rache“ für den Offer Sheet für Sebastian Aho vor zwei Jahren dar. Da die Canadiens binnen einer Woche nicht mit dem Angebot Carolinas gleichzogen, wechselte Kotkaniemi Anfang September zu den Hurricanes und wurde somit zum ersten Spieler seit Dustin Penner im Jahre 2007, der mittels Offer Sheet das Team wechselte. Als Entschädigung erhielt Montréal das Erst- und Drittrunden-Wahlrecht Carolinas im NHL Entry Draft 2022, was sie noch am gleichen Tag nutzten, um Christian Dvorak von den Arizona Coyotes zu verpflichten.
Nachdem sich der Finne auch bei den Hurricanes als regelmäßiger Scorer etabliert hatte, unterzeichnete er im März 2022 einen neuen Achtjahresvertrag mit einem durchschnittlichen Jahresgehalt von ca. 4,8 Millionen US-Dollar in Carolina.

### International
Erste internationale Erfahrungen sammelte Kotkaniemi im Rahmen der Olympischen Jugend-Winterspiele 2016, bei denen er mit dem Team den vierten Platz belegte. Anschließend nahm er mit der U18-Nationalmannschaft Finnlands an den U18-Weltmeisterschaften 2017 und 2018 sowie am Ivan Hlinka Memorial Tournament 2017 teil, wobei er mit der finnischen Auswahl je eine Silber- und Goldmedaille bei der Weltmeisterschaft gewann.

## Erfolge und Auszeichnungen
- 2017 Silbermedaille bei der U18-Weltmeisterschaft
- 2018 Goldmedaille bei der U18-Weltmeisterschaft

## Karrierestatistik
Stand: Ende der Saison 2024/25

### International
Vertrat Finnland bei:
- Olympischen Jugend-Winterspielen 2016
- U18-Weltmeisterschaft 2017
- Ivan Hlinka Memorial Tournament 2017
- U18-Weltmeisterschaft 2018

(Legende zur Spielerstatistik: Sp oder GP = absolvierte Spiele; T oder G = erzielte Tore; V oder A = erzielte Assists; Pkt oder Pts = erzielte Scorerpunkte; SM oder PIM = erhaltene Strafminuten; +/− = Plus/Minus-Bilanz; PP = erzielte Überzahltore; SH = erzielte Unterzahltore; GW = erzielte Siegtore; 1 Play-downs/Relegation; Kursiv: Statistik nicht vollständig)

## Familie
Sein Vater Mikael Kotkaniemi war auch Eishockeyspieler und lief unter anderem ebenfalls für Porin Ässät auf.